# A-Junioren-Bundesliga 2009/10
Die A-Junioren-Bundesliga 2009/10 ist die siebte Saison der 2003 gegründeten A-Junioren-Bundesliga. Sie wurde wie auch die Jahre zuvor in drei Staffeln gespielt.
Am Saisonende spielen die drei Staffelsieger sowie der Vizemeister der Staffel Süd um die deutsche Meisterschaft. Das Halbfinale wird im Hin- und Rückspiel, das Finale in einem Spiel ausgetragen. Die drei letztplatzierten Mannschaften der drei Staffeln steigen ab.
Deutscher Meister der A-Junioren wurde erstmals der F.C. Hansa Rostock.

## Nord/Nordost
Als Staffelsieger der A-Jugend-Regionalligen Nord und Nordost der Vorsaison nehmen Holstein Kiel und der Hallescher FC als direkte Aufsteiger an der A-Junioren-Bundesliga teil. Die Vizemeister beider Staffeln, der VfB Oldenburg und Tennis Borussia Berlin, spielten in einer Relegation den dritten Aufsteiger aus, wobei schließlich Tennis Borussia Berlin die A-Junioren-Bundesliga erreichte. Somit ist Berlin mit drei Vereinen in der Staffel vertreten.
| Pl. | Verein                     | Sp. | Tore  | Punkte |
| --- | -------------------------- | --- | ----- | ------ |
| 01. | Hansa Rostock              | 26  | 52:24 | 53     |
| 02. | VfL Wolfsburg              | 26  | 64:38 | 48     |
| 03. | Hannover 96                | 26  | 41:26 | 48     |
| 04. | Hamburger SV               | 26  | 55:38 | 47     |
| 05. | Werder Bremen (M)          | 26  | 58:48 | 44     |
| 06. | Energie Cottbus            | 26  | 47:31 | 43     |
| 07. | Hertha BSC                 | 26  | 57:62 | 35     |
| 08. | VfL Osnabrück              | 26  | 41:48 | 32     |
| 09. | Hallescher FC (N)          | 26  | 43:46 | 31     |
| 10. | 1. FC Union Berlin         | 26  | 39:44 | 31     |
| 11. | Holstein Kiel (N)          | 26  | 40:52 | 30     |
| 12. | FC Carl Zeiss Jena         | 26  | 33:46 | 29     |
| 12. | Tennis Borussia Berlin (N) | 26  | 36:62 | 26     |
| 14. | Rot-Weiß Erfurt            | 26  | 25:66 | 11     |

| (M) | Meister der letzten Saison    |
| (N) | Aufsteiger der letzten Saison |

### Torschützenliste
|    |             | Spieler           | Verein             | Tore |
| -- | ----------- | ----------------- | ------------------ | ---- |
| 1. | Deutschland | Mario Petry       | VfL Wolfsburg      | 22   |
| 2. | Deutschland | George Kelbel     | Hamburger SV       | 19   |
| 3. | Deutschland | Christoph Siefkes | Hallescher FC      | 18   |
| 3. | Deutschland | Philipp Grüneberg | 1. FC Union Berlin | 18   |
| 5. | Deutschland | Lucas Albrecht    | Hansa Rostock      | 15   |
| 6. | Deutschland | Akaki Gogia       | VfL Wolfsburg      | 14   |

## West
Aus den untergeordneten Ligen stiegen der SCB Viktoria Köln als Vertreter der A-Jugend-Verbandsliga Mittelrhein, Fortuna Düsseldorf als Vertreter der A-Jugend-Verbandsliga Niederrhein und der SC Preußen Münster 09 aus der A-Jugend-Verbandsliga Westfalen in die A-Junioren-Bundesliga auf. Somit sind sowohl Köln als auch Bochum mit je zwei Vereinen in der Staffel vertreten.
| Pl. | Verein                   | Sp. | S  | U | N  | Tore    | Diff. | Punkte |
| --- | ------------------------ | --- | -- | - | -- | ------- | ----- | ------ |
| 1.  | Bayer 04 Leverkusen      | 26  | 18 | 4 | 4  | 064:200 | +44   | 58     |
| 2.  | 1. FC Köln               | 26  | 17 | 3 | 6  | 058:310 | +27   | 54     |
| 3.  | Borussia Mönchengladbach | 26  | 16 | 4 | 6  | 045:220 | +23   | 52     |
| 4.  | VfL Bochum               | 26  | 14 | 8 | 4  | 056:320 | +24   | 50     |
| 5.  | Borussia Dortmund (M)    | 26  | 14 | 3 | 9  | 050:360 | +14   | 45     |
| 6.  | Fortuna Düsseldorf (N)   | 26  | 10 | 6 | 10 | 038:360 | +2    | 36     |
| 7.  | FC Schalke 04            | 26  | 10 | 5 | 11 | 043:410 | +2    | 35     |
| 8.  | MSV Duisburg             | 26  | 10 | 4 | 12 | 043:490 | −6    | 34     |
| 9.  | Arminia Bielefeld        | 26  | 9  | 6 | 11 | 030:400 | −10   | 33     |
| 10. | SG Wattenscheid 09       | 26  | 8  | 5 | 13 | 027:450 | −18   | 29     |
| 11. | Rot Weiss Ahlen          | 26  | 7  | 7 | 12 | 030:400 | −10   | 28     |
| 12. | Preußen Münster (N)      | 26  | 7  | 2 | 17 | 018:550 | −37   | 23     |
| 13. | Alemannia Aachen         | 26  | 4  | 8 | 14 | 019:400 | −21   | 20     |
| 14. | SCB Viktoria Köln (N)    | 26  | 1  | 7 | 18 | 013:510 | −38   | 10     |

| (M) | Meister der letzten Saison    |
| (N) | Aufsteiger der letzten Saison |

### Torschützenliste
|    |             | Spieler               | Verein              | Tore |
| -- | ----------- | --------------------- | ------------------- | ---- |
| 1. | Deutschland | Pierre-Michel Lasogga | Bayer 04 Leverkusen | 25   |
| 2. | Deutschland | Mark Uth              | 1. FC Köln          | 24   |
| 3. | Turkei      | Ridvan Avci           | VfL Bochum          | 15   |
| 3. | Deutschland | Maurice Exslager      | MSV Duisburg        | 15   |
| 3. | Albanien    | Fatmir Ferati         | FC Schalke 04       | 15   |

## Süd/Südwest
Als direkte Aufsteiger aus den untergeordneten Ligen gelangten der 1. FC Nürnberg aus der A-Jugend-Bayernliga und der SV Waldhof Mannheim aus der A-Jugend-Oberliga Baden-Württemberg in die A-Junioren-Bundesliga. Die Aufstiegs-Aspiranten der A-Jugend-Regionalliga Südwest und der A-Jugend-Oberliga Hessen spielten in einer Relegation den dritten Aufsteiger aus, wobei sich der hessische Verein SV Darmstadt 98 gegen den Südwest-Vertreter 1. FC Saarbrücken durchsetzte. Mit 1860 und Bayern ist München als einzige Stadt mit zwei Vereinen in der Staffel vertreten.
| Pl. | Verein                  | Sp. | Tore  | Punkte |
| --- | ----------------------- | --- | ----- | ------ |
| 01. | VfB Stuttgart           | 26  | 62:24 | 58     |
| 02. | 1. FSV Mainz 05         | 26  | 61:44 | 53     |
| 03. | Karlsruher SC           | 26  | 55:35 | 50     |
| 04. | SC Freiburg (M)         | 26  | 56:39 | 49     |
| 05. | TSG 1899 Hoffenheim     | 26  | 61:41 | 44     |
| 06. | 1. FC Nürnberg (N)      | 26  | 49:35 | 44     |
| 07. | TSV 1860 München        | 26  | 50:31 | 43     |
| 08. | 1. FC Kaiserslautern    | 26  | 44:40 | 40     |
| 09. | FC Bayern München       | 26  | 54:40 | 34     |
| 10. | Eintracht Frankfurt     | 26  | 54:62 | 31     |
| 11. | SpVgg Greuther Fürth    | 26  | 41:52 | 31     |
| 12. | SV Darmstadt 98 (N)     | 26  | 28:56 | 21     |
| 13. | SV Waldhof Mannheim (N) | 26  | 25:67 | 13     |
| 14. | SSV Jahn Regensburg     | 26  | 21:95 | 08     |

| (M) | Meister der letzten Saison    |
| (N) | Aufsteiger der letzten Saison |

### Torschützenliste
|    |             | Spieler         | Verein              | Tore |
| -- | ----------- | --------------- | ------------------- | ---- |
| 1. | Deutschland | Markus Ziereis  | TSV 1860 München    | 19   |
| 2. | Kroatien    | Petar Slišković | 1. FSV Mainz 05     | 17   |
| 3. | Deutschland | Marcos Álvarez  | Eintracht Frankfurt | 16   |
| 4. | Deutschland | Pascal Breier   | VfB Stuttgart       | 13   |
| 4. | Deutschland | Erich Sautner   | SC Freiburg         | 13   |

## Endrunde um die Deutsche A-Junioren-Meisterschaft 2010

### Halbfinale
|               | Gesamt |                     | Hinspiel (16.6.2010) | Rückspiel (16.6.2010) |
| ------------- | ------ | ------------------- | -------------------- | --------------------- |
| VfB Stuttgart | 2:4    | Bayer 04 Leverkusen | 2:0 (2:0)            | 0:4 (0:2)             |
| Hansa Rostock | 3:2    | 1. FSV Mainz 05     | 1:0 (0:0)            | 2:2 (0:0)             |

### Finale
| Paarung             | Bayer 04 Leverkusen – Hansa Rostock |
| Ergebnis            | 0:1 (0:0) |
| Datum               | Sonntag, 27. Juni 2010 um 11:00 Uhr |
| Stadion             | BayArena, Leverkusen |
| Zuschauer           | 6.000 |
| Schiedsrichter      | Markus Wingenbach (Diez) |
| Tore                | 0:1 Albrecht (72.) |
| Bayer 04 Leverkusen | Benjamin Carpentier – Patrick Koronkiewicz, Athanasios Petsos, Tobias Haitz, Julian Riedel – Daniel von der Bracke (73. Sven Kreyer), Niko Opper (73. Marcel Kalski) – Christoph Kramer, Tobias Steffen (80. Patrick Ziesing), Jules Schwadorf, Pierre-Michel Lasogga Cheftrainer: Sascha Lewandowski |
| Hansa Rostock       | Kevin Müller – Lennart Bremer, Tommy Grupe, Tom Trybull, Sascha Steinfeldt – Tom Weilandt (58. Edisson Jordanov), Kevin Pannewitz (64. Volkan Çekırdek), Haydar Çekırdek, Manfred Starke – Moris Fikić (82. Nils Quaschner), Lucas Albrecht Cheftrainer: Michael Hartmann                             |
| Gelbe Karten        | keine – Pannewitz, Fikić |